# College Aruba financieel toezicht
Het College Aruba financieel toezicht (CAft) is een onafhankelijk orgaan dat toezicht houdt op de overheidsfinanciën van het land Aruba. Het CAft adviseert de regering van Aruba en indien nodig de Staten van Aruba en de Rijksministerraad (RMR) over het door de regering van Aruba gevoerde financieel beleid. 
Het CAft bestaat uit drie leden benoemd door de Rijksministerraad op voordracht van respectievelijk Aruba en Nederland. De voorzitter wordt benoemd op aanbeveling van de voorzitter van de Rijksministerraad.
Leden:
- Lidewijde Ongering (per 1 februari 2023), voorzitter[3]
- Marion Agunbero (per 1 augustus 2024), lid namens Aruba[4]
- Hans Hoogervorst, (per januari 2022), lid namens Nederland

Oud-leden:
- Afe Bakker, (2015-2017), voorzitter
- Raymond Gradus (2017-2023), voorzitter
- Sybilla Dekker (2015-2018), lid namens Nederland
- Robert Croes, (2015-2018), lid namens Aruba
- Henk Kamp (2018-2021), lid namens Nederland
- Hellen van der Wal  (2018-2024), lid namens Aruba[4]

## Ontstaan
Het CAft vloeit voort uit de afspraken gemaakt in het protocol Nederland-Aruba van 2 mei 2015, het zogenaamde "witte donderdag-akkoord". Het toezicht kreeg een wettelijke basis krachtens de Landsverordening Aruba tijdelijk financieel toezicht (LAft). Deze wet bepaalt dat het CAft eens per halfjaar schriftelijk verslag uitbrengt over zijn werkzaamheden aan de ministerraad van Aruba, de Staten van Aruba, de regering van het Koninkrijk en aan de beide Kamers der Staten-Generaal van Nederland. De LAft trad op 2 september 2015 in werking, met terugwerkende kracht vanaf 1 augustus 2015. Tot en met 31 juli 2015 werd het toezicht door het College financieel toezicht Curaçao en Sint Maarten (Cft) uitgevoerd op basis van de instemming van de RMR en aan de hand van procedurele afspraken die daarna tussen het Cft en Aruba werden gemaakt. Bij het bereiken van een duurzaam begrotingsevenwicht zal, in samenwerking met Nederland, een nieuw door Aruba in te stellen Begrotingskamer de taken van het CAft overnemen. De afspraken van 2 mei 2015 hielden ook in dat het CAft een tijdelijk karakter zou hebben die eind 2018 automatisch zou aflopen. Op 22 november 2018 tekenden Aruba en Nederland een samenwerkingsprotocol tot voortzetting van het financieel toezicht voor een periode van drie jaar. De hierin afgesproken nieuwe Arubaanse begrotingsnormen voor de jaren 2019 tot en met 2021 gelden als toets ook wanneer de nieuwe LAft niet tijdig in werking is getreden.
Het CAft deelt met het College financieel toezicht Curaçao en Sint Maarten (Cft) en het College financieel toezicht Bonaire, Sint Eustatius en Saba (Cft BES) een gemeenschappelijk secretariaat, dat kantoor houdt op Aruba, Curaçao en Sint Maarten.